# Blind Love (1912)

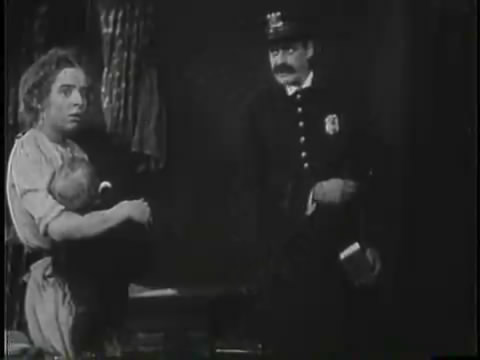
Blanche Sweet e Alfred Paget no filme

Blind Love é um filme mudo norte-americano de 1912, do gênero drama em curta-metragem, dirigido por D. W. Griffith.

## Enredo
Uma jovem mulher casada de uma vida chata, decidiu deixar o marido para ficar com outro homem. Mais tarde, com uma criança e em desgraça, ela percebe que cometeu um grande erro e tenta voltar para o marido.

## Elenco
- Blanche Sweet
- Harry Hyde
- Edward Dillon
- Hector Sarno
- W. Chrystie Miller
- Kate Toncray
- William J. Butler
- Joseph McDermott
- Alfred Paget
- Kathleen Butler
- John T. Dillon
- Frank Evans
- Walter P. Lewis
- W. C. Robinson
- Charles West